# سمكة القرش ذات الزعانف الحمراء

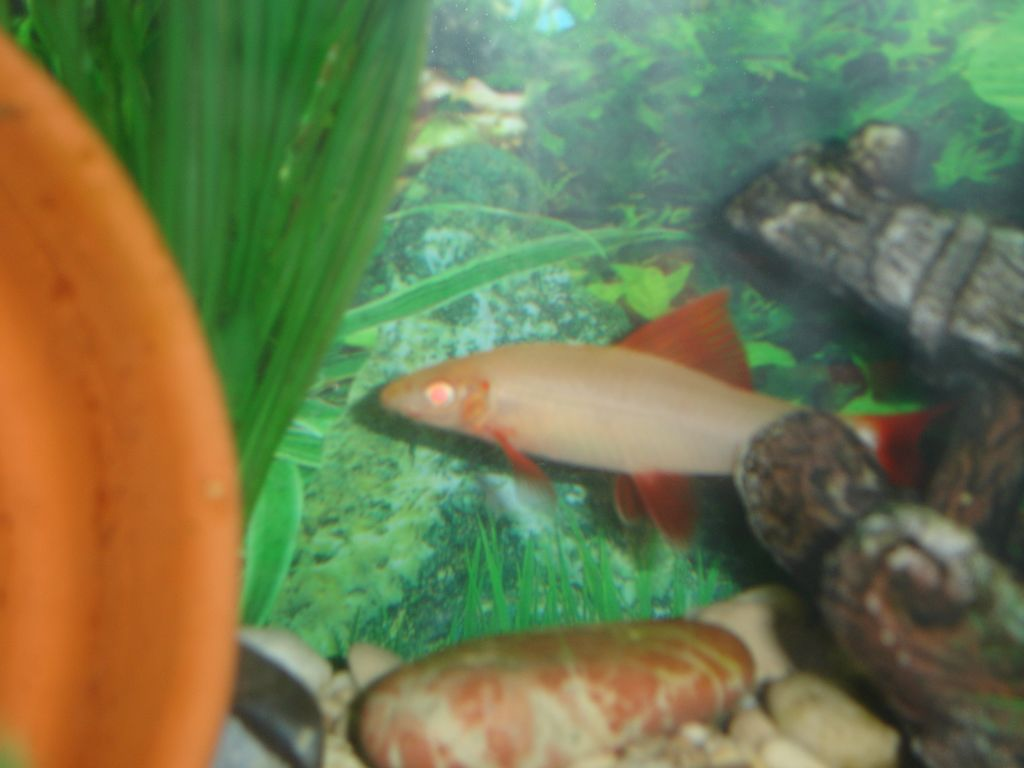

سمكة القرش ذات الزعانف الحمراء (باللاتينية: Epalzeorhynchos frenatum)، (بالإنجليزية: Rainbow shark) تنتمي لعائلة شبوطيات شبوطيات ، وهي سمكة شبه عدوانية شهيرة في أحواض أسماك الزينة. تعيش حتى عمر 6 سنوات تقريبًا ويصل طولها الى6بوصه اي 14سم تعيش على حرارة مابين 24- 28درجة مؤية

## السلوك النموذجي
خجولة إلى حد ما لكن عندما يكبروا يصبحوا بالغين ، يصبحون إقليميين و يكونوا عدوانيين مع الاسماك الاخرى
الغريب ب الامر عندما يتعرضون للتوتر ستلاحظ ذيلهم الأحمر يبدأ في التلاشي في اللون.
غالبًا ما يتم الخلط بين قرش الذيل الأحمر مع قوس قزح القرش. في حين أنهما ينتميان إلى عائلة Cyprinidae ، إلا أنهما في الواقع سلالات منفصلة. بالإضافة إلى الذيل الأحمر ، يمتلك Rainbow Shark أيضًا زعانف حمراء

## النظام الغذائي
هي آكلة للحوم والنباتات، حيث تستهلك في الأسر الطحالب بشكل أساسي على شكل رقائق، ولكنها تستهلك أيضًا الأطعمة الحية مثل يرقات الحشرات، وديدان توبيفكس، والطحالب المحيطية، والقشريات، والعوالق النباتية، والعوالق الحيوانية، والحشرات المائية، والخس والسبانخ.كما أنها تأكل ديدان الدم المجمدة وجمبري المياه المالحة.